# Apollon Barberini

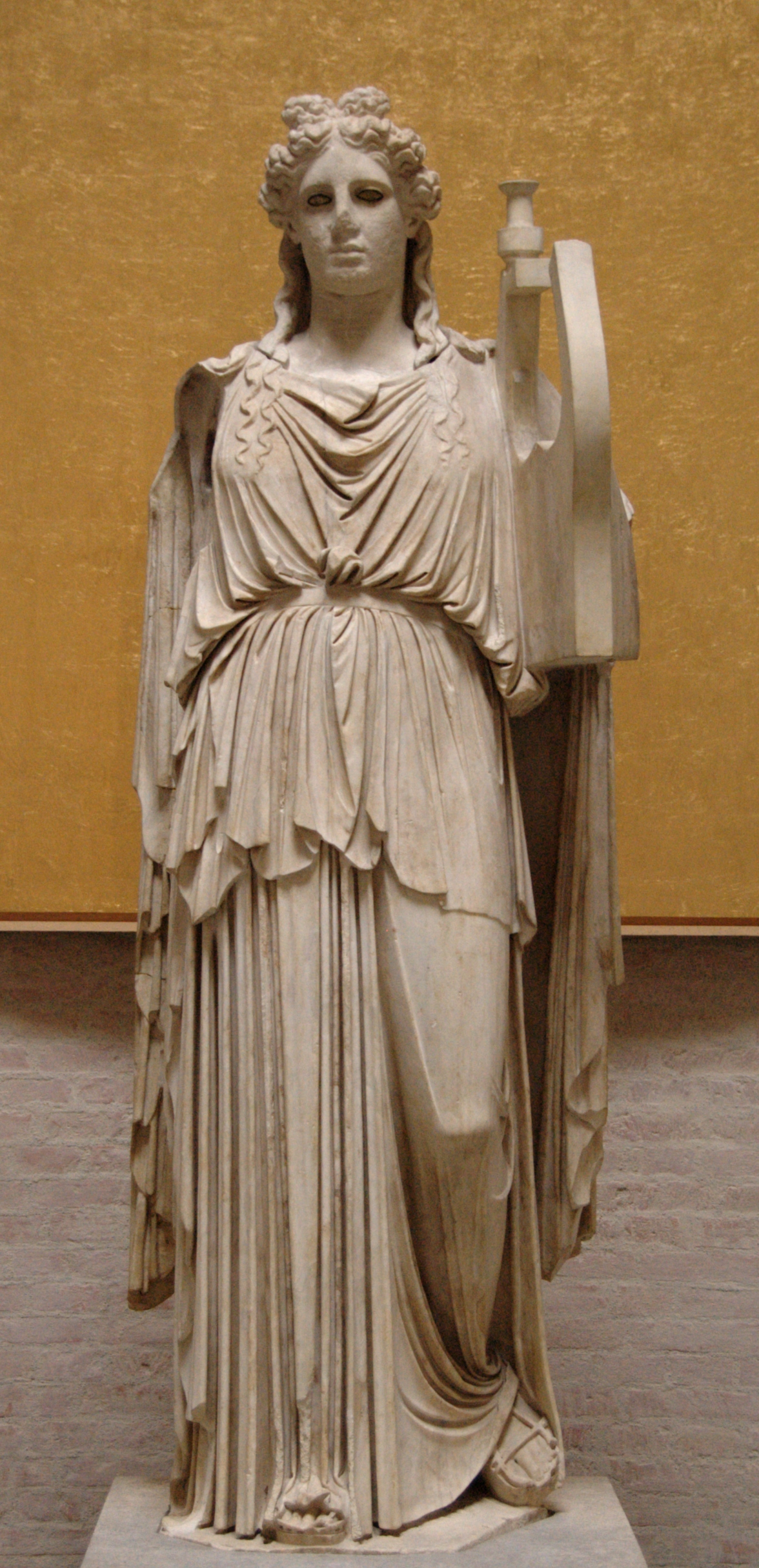
L'Apollon Barberini

Pour les articles homonymes, voir Apollon (homonymie).
L'Apollon Barberini est une sculpture romaine du Ier ou IIe siècle, conservée à la Glyptothèque de Munich. Elle provient de la collection Barberini, tout comme le Faune Barberini et le vase Portland.
Il s'agit de la statue de culte du Temple d’Apollon Palatin, à Rome, elle-même  probablement copie de l'Apollon Citharède de Scopas, du temple d'Apollon à Rhamnonte.  